# Gouden Hoorn
Gouden Hoorn. Journal about Byzantium – Tijdschrift over Byzantium – holenderski rocznik bizantynologiczny ukazujący się w Amsterdamie od 2002 roku. Publikowane są w nim artykuły naukowe, recenzje oraz materiały dotyczące Bizancjum. Redaktorami naczelnymi periodyku są: Annabelle Parker i André de Raaij.